# Rhyacophila manlungpa
Rhyacophila manlungpa är en nattsländeart som beskrevs av Schmid 1970. Rhyacophila manlungpa ingår i släktet Rhyacophila och familjen rovnattsländor. Inga underarter finns listade i Catalogue of Life. Artens utbredningsområde är södra Asien.